# سبنسر درايدن
سبنسر درايدن (بالإنجليزية: Spencer Dryden)‏ هو موسيقي أمريكي، ولد في 7 أبريل 1938 في نيويورك في الولايات المتحدة، وتوفي في 11 يناير 2005 في بيتالوما في الولايات المتحدة بسبب سرطان القولون.

## وصلات خارجية
- سبنسر درايدن على موقع IMDb (الإنجليزية)
- سبنسر درايدن على موقع ميوزك برينز (الإنجليزية)
- سبنسر درايدن على موقع إن إن دي بي (الإنجليزية)
- سبنسر درايدن على موقع أول ميوزيك (الإنجليزية)
- سبنسر درايدن على موقع ديسكوغز (الإنجليزية)
- سبنسر درايدن على موقع قاعدة بيانات الفيلم (الإنجليزية)